# Diga di Stramentizzo
La diga di Stramentizzo è una diga situata in val di Fiemme, lungo il corso del torrente Avisio, il cui sbarramento forma il lago di Stramentizzo.

## Descrizione

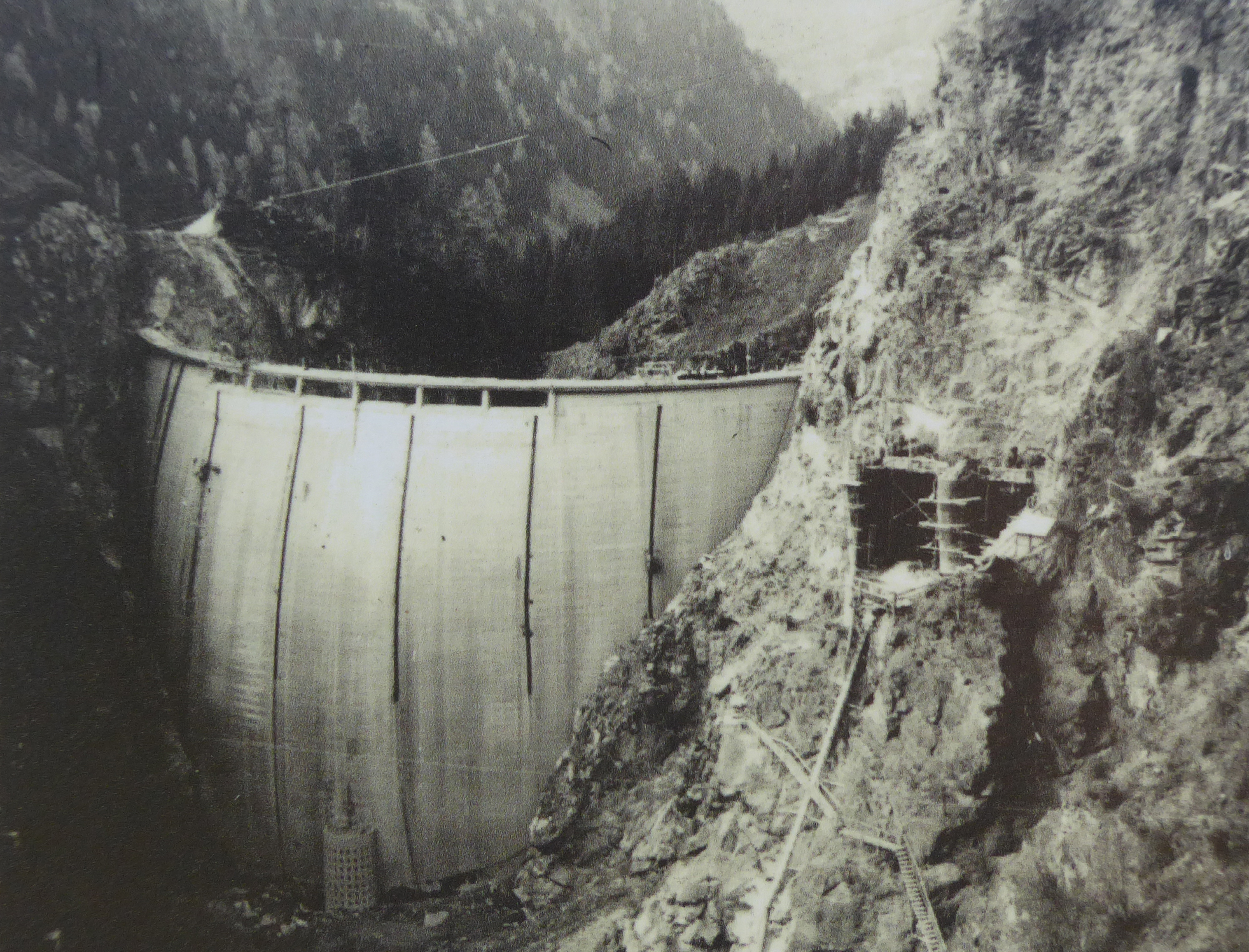
La diga durante i lavori di costruzione

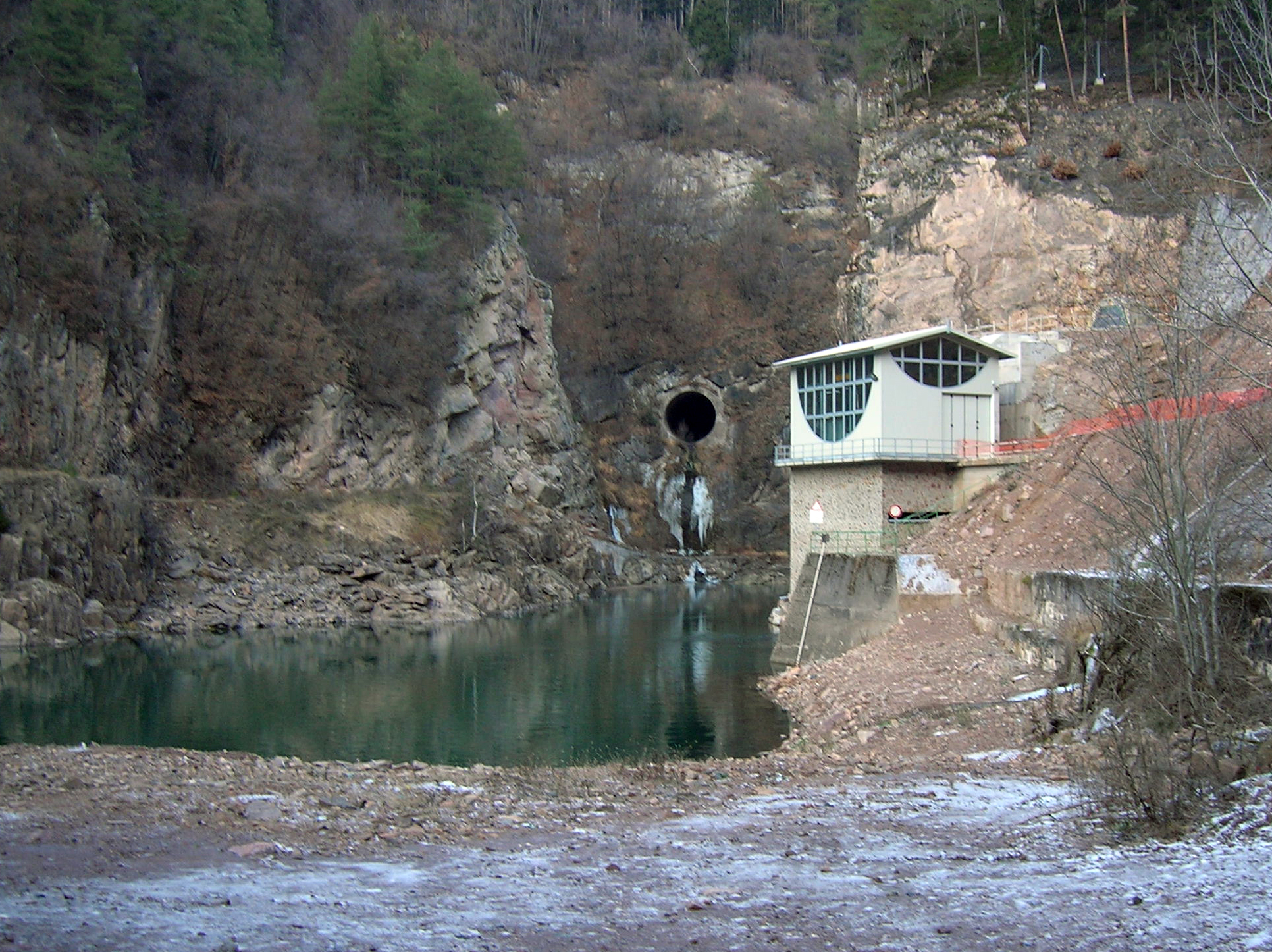
Scarico e centralina appena a valle della diga

La diga è realizzata in calcestruzzo, ed è del tipo ad arco, a doppia curvatura. Il serbatoio idroelettrico contiene un volume utile di progetto di 10 milioni di m³ d'acqua, a cui attinge con portate di prelievo medio di 12,943 m³/s (massimo 30 m³/s); quest'acqua viene spedita alla centrale idroelettrica di San Floriano, nel comune altoatesino di Egna, e non viene quindi restituita all'Avisio, ma viene riversata direttamente nell'Adige a monte di dove vi confluisce l'Avisio stesso.
Il canale di collegamento tra Stramentizzo e San Floriano è lungo 9,7 km; i primi due km sono quasi paralleli al corso del fiume, poi il tunnel piega verso ovest in direzione della val d'Adige; per due terzi del suo percorso il canale attraversa il porfido, mentre l'ultimo tratto è scavato in dolomia del ladinico, marna calcarea e argilla.
La quota di regolazione dell'acqua oscilla tra un minimo di 761 m slm a un massimo di 787; sia l'opera di presa, sia lo scarico di superficie, sono sulla sponda destra, mentre lo scarico di fondo è in sinistra.

## Storia

### Premesse
Di costruire una diga nella zona in cui venne poi effettivamente realizzata si parlava già almeno dal 1907, quando un progetto in tal senso venne sottoposto dall'ingegner Emanuele Lanzerotti alla dieta di Innsbruck; il discorso dello sfruttamento dell'Avisio a scopo idoelettrico ritornò negli anni 1920, e a questo andò poi a sommarsi, nel secondo dopoguerra, un certo malcontento nella bassa val di Fiemme nei confronti della società STE, proprietaria della centrale di Predazzo, da cui la zona dipendeva per le forniture di energia elettrica, peraltro generalmente insufficienti.
Verso la fine degli anni quaranta il progetto decisivo, a firma degli ingegneri Edoardo Modl e Arturo Brentel, venne presentato congiuntamente dalla Magnifica Comunità di Fiemme e dalla SIT (Società Industriale Trentina), poi riunitesi in una nuova società denominata Società Avisio; nel 1952, anche la Regione Trentino-Alto Adige entrò nella società.

### Costruzione

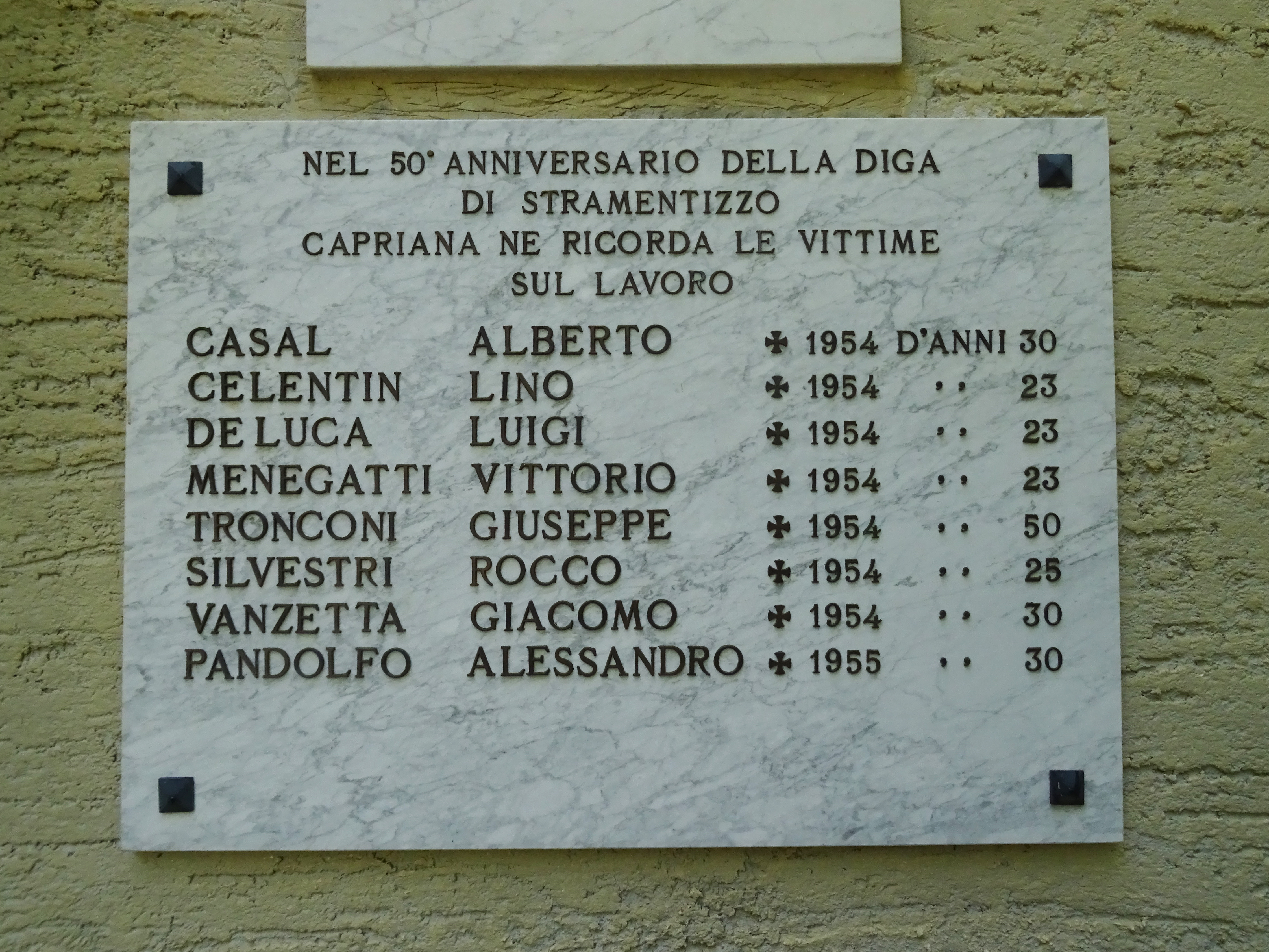
Targa in memoria degli operai morti durante i lavori, apposta sulla cappella di Sant'Anna di Rover (Capriana)

Dal 1948 al 1951 si svolsero le operazioni di sondaggio nella forra dei Camini, dove la diga sarebbe dovuta sorgere; più o meno contemporaneamente vennero tagliati anche gli alberi nella zona dell'invaso. L'area dell'invaso comprendeva anche il paese di Stramentizzo e diversi masi circostanti, situati poco a monte della forra, che quindi sarebbero stati sommersi dal nuovo bacino idrico; a giugno 1952 gli abitanti vennero informati ufficialmente della necessità di trasferirsi. Le trattative tra la Società Avisio e la popolazione richiesero del tempo, e gli abitanti lasciarono il paese nel corso della prima metà del 1956; dopodiché il paese venne demolito e, entro il 1958, ricostruito più a monte, in località Scales.
La centrale collegata con la diga sarebbe dovuta sorgere presso il comune di Egna, oltre le montagne sulla destra orografica del torrente Avisio; oltre al cantiere sul luogo della diga (che comprendeva anche cucine e sala mensa per gli operai), quindi, ne vennero approntati altri per la costruzione del tunnel e della centrale. Il primo sorse nel paese di Rover, frazione di Capriana, dove furono costruiti gli alloggi dei lavoratori, i magazzini e anche una cappella dedicata a sant'Anna; presso Rover venne aperta una "finestra" nella montagna, da cui vennero scavati i due bracci del canale, uno verso la diga, l'altro verso la centrale. A San Floriano di Egna vennero aperti due cantieri: uno detto "dell'anguilla" per la costruzione del tunnel, l'altro per lo scavo della caverna in cui la centrale sarebbe sorta. 
Dopo il 2004 è stata costruita una nuova centralina idroelettrica, appena a valle della diga.

## Amministrazione e gestione

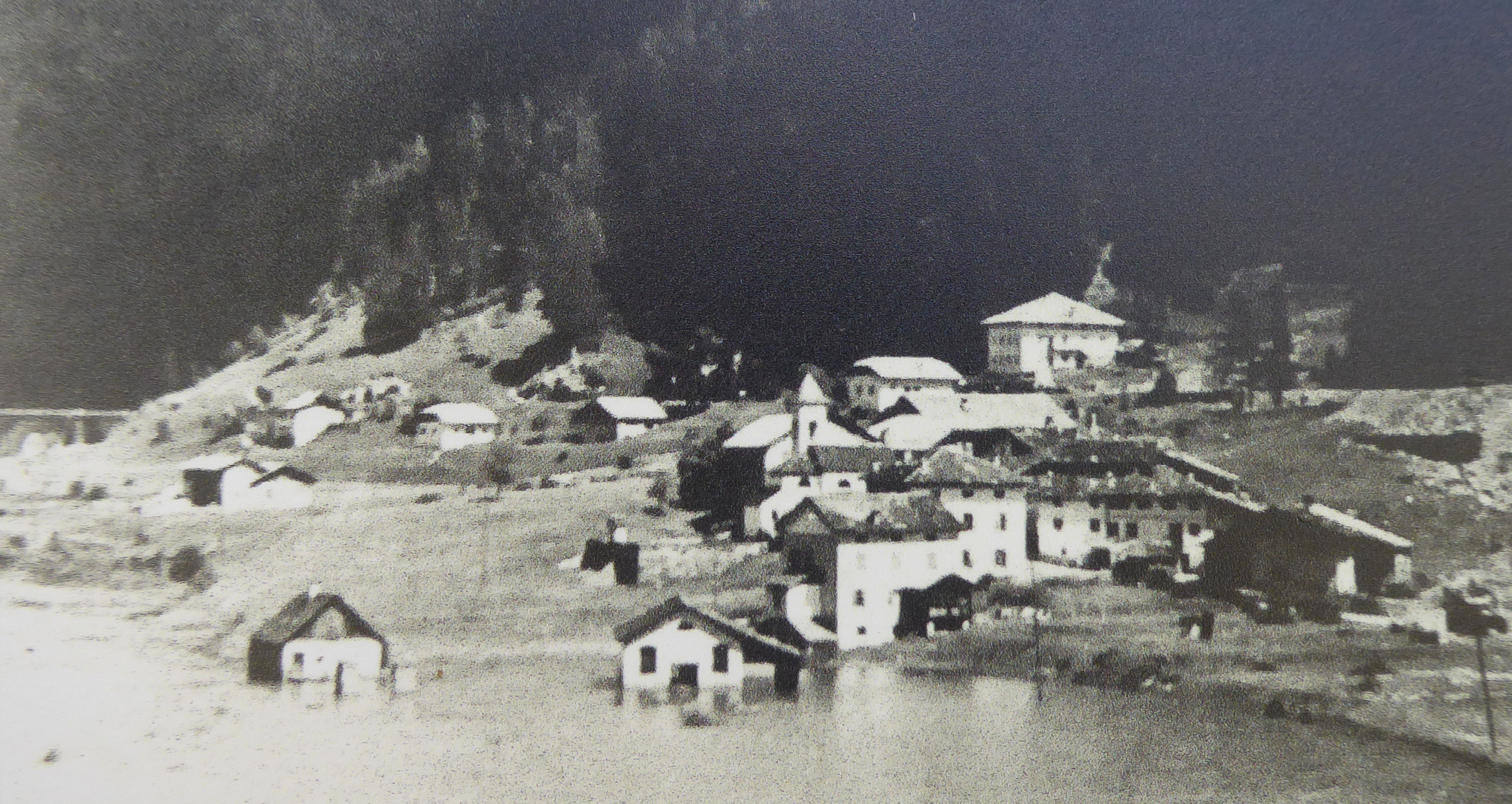
L'allagamento del vecchio centro abitato di Stramentizzo

L'impianto si trova in una situazione particolare, essendo a cavallo fra le due provincie autonome del Trentino-Alto Adige: il lago e la diga sono per metà nel comune trentino di Castello-Molina di Fiemme, e per metà in quello altoatesino di Anterivo; la diga è collegata alla centrale di San Floriano, che si trova in provincia di Bolzano, nel comune di Egna, ma una seconda centralina, più piccola, è posta appena a valle dell'invaso, in territorio trentino.
Dalla sua costruzione e fino alla nazionalizzazione degli impianti elettrici, la diga è stata di proprietà della Società Avisio, poi dissolta. Nel 1963 è stata rilevata dall'Enel, la cui concessione è scaduta nel 2010 in virtù del decreto Bersani; dall'anno seguente l'impianto è gestito dalla società SF Energy.

## Impatto
L'impianto è stato costruito in un'epoca in cui veniva prestata meno attenzione alla situazione ambientale; dal 2000 l'ente gestore della diga è tenuto a rilasciare un "deflusso minimo vitale" per alimentare il torrente a valle, ma a causa della conformazione dell'impianto, fino al 2004 questo è stato fatto quasi sempre tramite lo scarico di fondo, da cui esce un'acqua più sporca che ha causato un certo degrado nelle condizioni ambientali dell'Avisio nei primi dieci chilometri dopo la diga, almeno fino alla confluenza con il rio Brusago. Verso il 2004 era in progettazione la costruzione di un nuovo scarico che permettesse di ovviare a questi problemi.
Va però detto che l'impianto ha assolto al suo scopo, producendo annualmente in media 71.333,69 kilowatt e sostenendo lo sviluppo della zona nel secondo dopoguerra; la diga si è rivelata inoltre ben costruita in occasione dell'alluvione del 1966 quando, il giorno 5 novembre, resse non solo alla pressione dell'Avisio in piena, ma superò indenne anche la tracimazione delle acque.